# Jhon
Jhon ist ein männlicher Vorname.

## Herkunft und Verbreitung
Der Name Jhon ist eine Variante des Vornamens John, der wiederum die englische Variante des Vornamens Johannes ist.
Der Name verbreitet sich seit ein paar Generationen vor allem in Kolumbien, aber auch in anderen Staaten in Lateinamerika. In Kolumbien liegt der Name auf Platz 6 der häufigsten männlichen Vornamen.

## Namensträger
- Jhon Córdoba (* 1993), kolumbianischer Fußballspieler
- Jhon Durán (* 2003), kolumbianischer Fußballspieler
- Jhon Lucumí (* 1998), kolumbianischer Fußballspieler
- Jhon Murillo (Leichtathlet) (* 1984), kolumbianischer Leichtathlet
- Jhon Murillo (Fußballspieler) (* 1995), kolumbianischer Fußballspieler
- Jhon Pírez (* 1993), uruguayischer Fußballspieler
- Jhon Baggio Rakotonomenjanahary (* 1991), madagassischer Fußballspieler
- Jhon Jairo Velásquez (1962–2020), kolumbianischer Auftragsmörder, bekannt als Popeye